# Hongjiang
Hongjiang (en chino, 洪江; pinyin, Hóngjiāng; Wade-Giles, hung chiang) es un municipio  bajo la administración directa de la Prefectura Huaihua en la Provincia de Hunan, República Popular China.  Su área es de 2283 km² y su población total para 2015 superó los 500 mil de habitantes. 

## Administración
Desde junio de 2023, el  Municipio Hongjiang se divide en 20 pueblos que se administran en 7 poblados,  13 villas y  villas étnicas. 

## Toponimia
El topónimo Hongjiang [/Jong-chiáng/] se compone de los sinogramas Hong (grande) y Jiang (río).
Hongjiang (洪江 "río grande") recibió su nombre porque el Río Yuan, al entrar en la provincia de Hunan, se une sucesivamente con los ríos Qing (清水江), Qu (渠水), Wu (舞水) y Wu (巫水). En este punto, el cauce del río se ensancha, adquiriendo un aspecto majestuoso. Por ello, en el año 1090 durante la dinastía Song del Norte, se le llamó Hongjiang, de ahí su nombre.